# Jōe

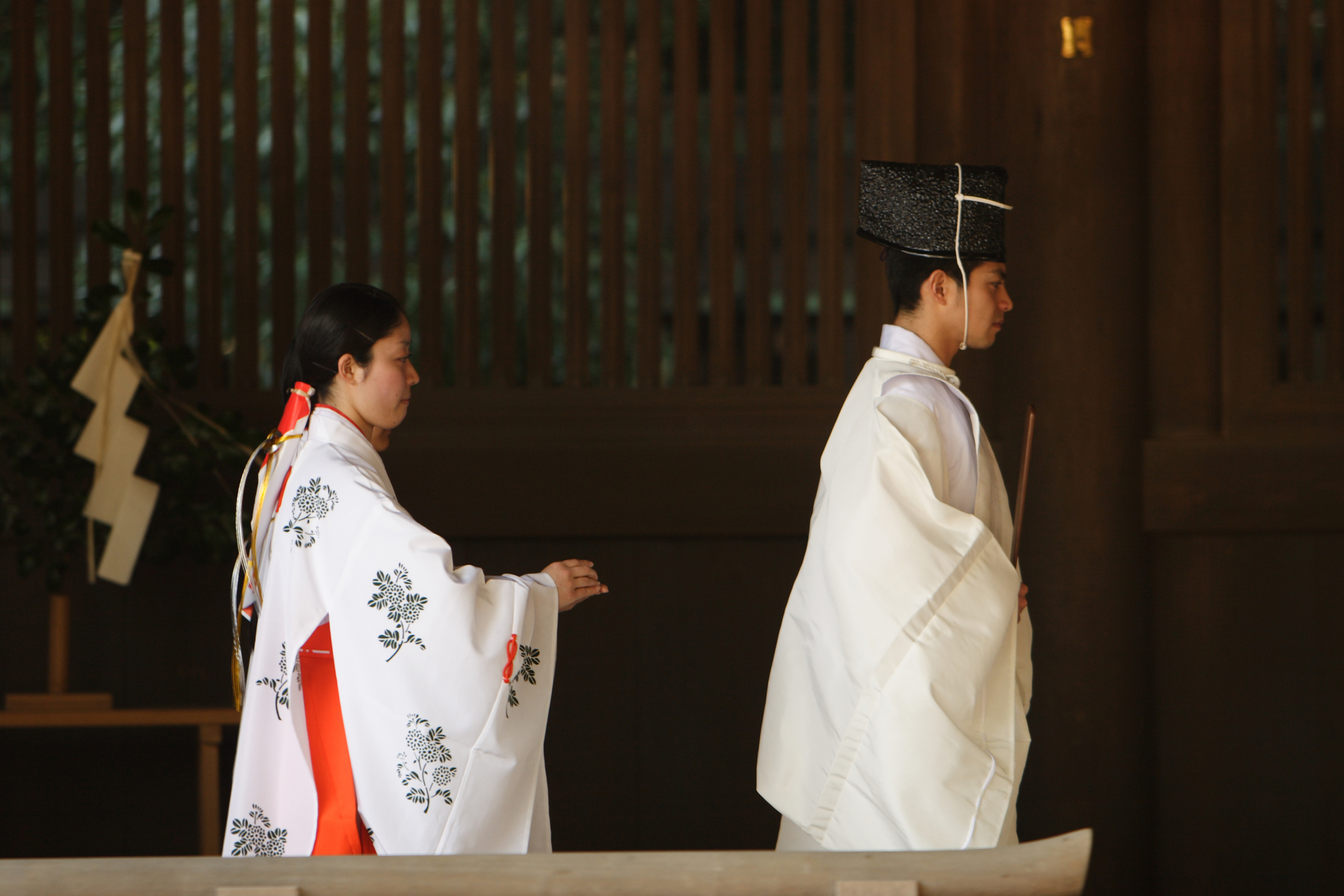
Una miko (esquerra) junt amb un kannushi (dreta) que porta un jōe

Jōe o Jo-e (浄衣) (de vegades traduït del japonès com «drap pur») és una indumentària japonesa per persones que assisteixen a cerimònies i activitats religioses, normalment relacionades amb el budisme i el xintoisme.
El jōe és essencialment un kariginu blanc, un vestit de caça tradicional usat pels nobles durant el període Heian. La peça sol ser de color blanc o groc i està feta de lli o de seda, en funció del seu tipus i ús.
No només els sacerdots budistes i xintoistes utilitzen el jōe en rituals, sinó també els laics (com per exemple, quan participen en pelegrinacions com la pelegrinació de Shikoku).
El sacerdot xinto que porta el jōe està vestit amb un barret anomenat tate-eboshi, una túnica exterior anomenada jōe pròpiament dit, una roba exterior anomenada jōe no sodegukuri no o, una indumentària anomenada hitoe, pantalons globus anomenats sashinuki o nubakama, i una faixa anomenada jōe no ate-obi. Pot portar un bastó ritual anomenat haraegushi (祓串) o un altre anomenat shaku (笏) (com el de la fotografia).